# Sant Martí d’Albars
Sant Martí d'Albars – gmina w Hiszpanii, w prowincji Barcelona, w Katalonii, o powierzchni 14,76 km². W 2011 roku gmina liczyła 106 mieszkańców.